# Helumbu
Helumbu (en népalais : हेलम्बू) est un comité de développement villageois du Népal situé dans le district de Sindhulpalchok. Au recensement de 2011, il comptait 2 564 habitants.

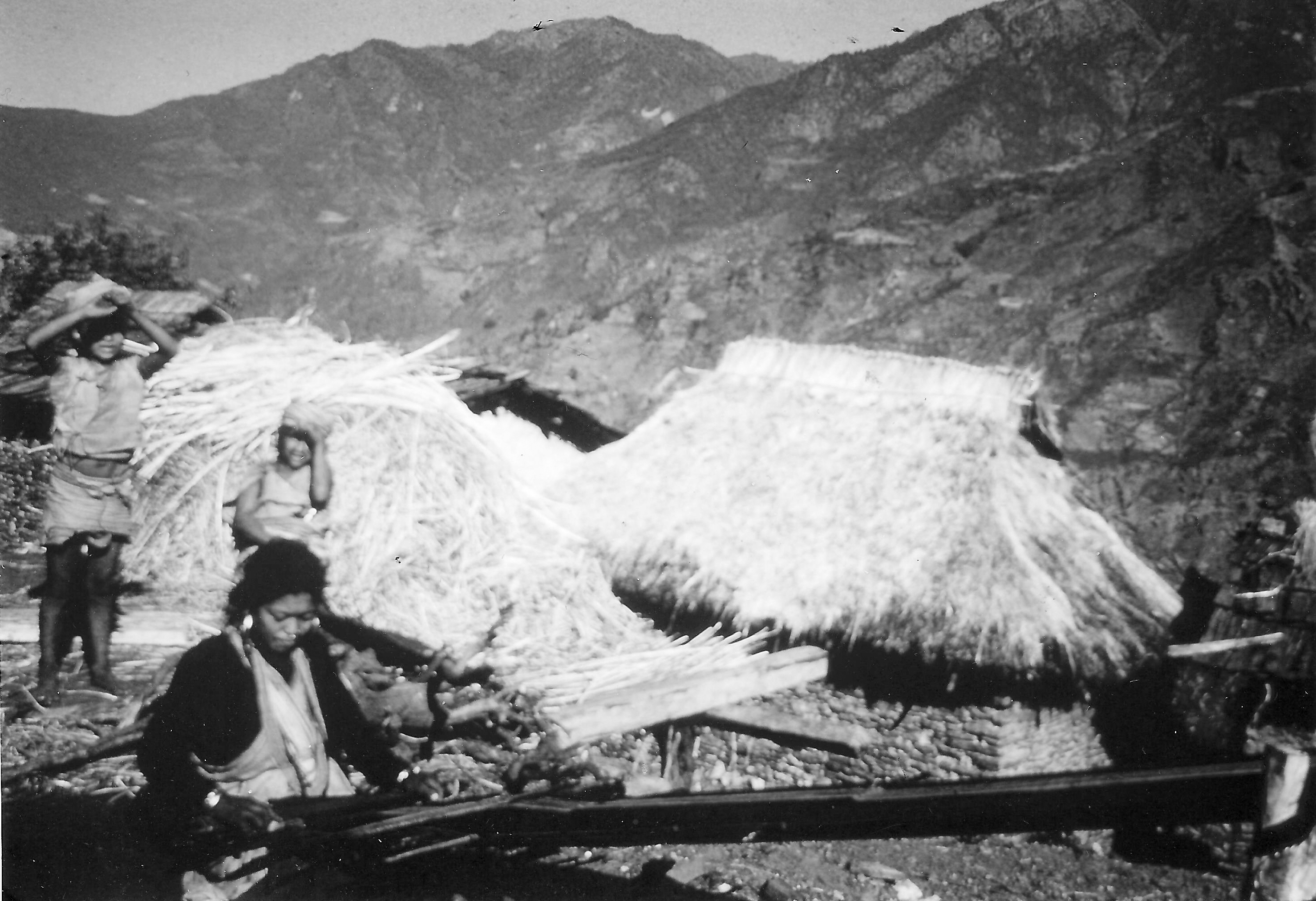
Helambu en 1964.
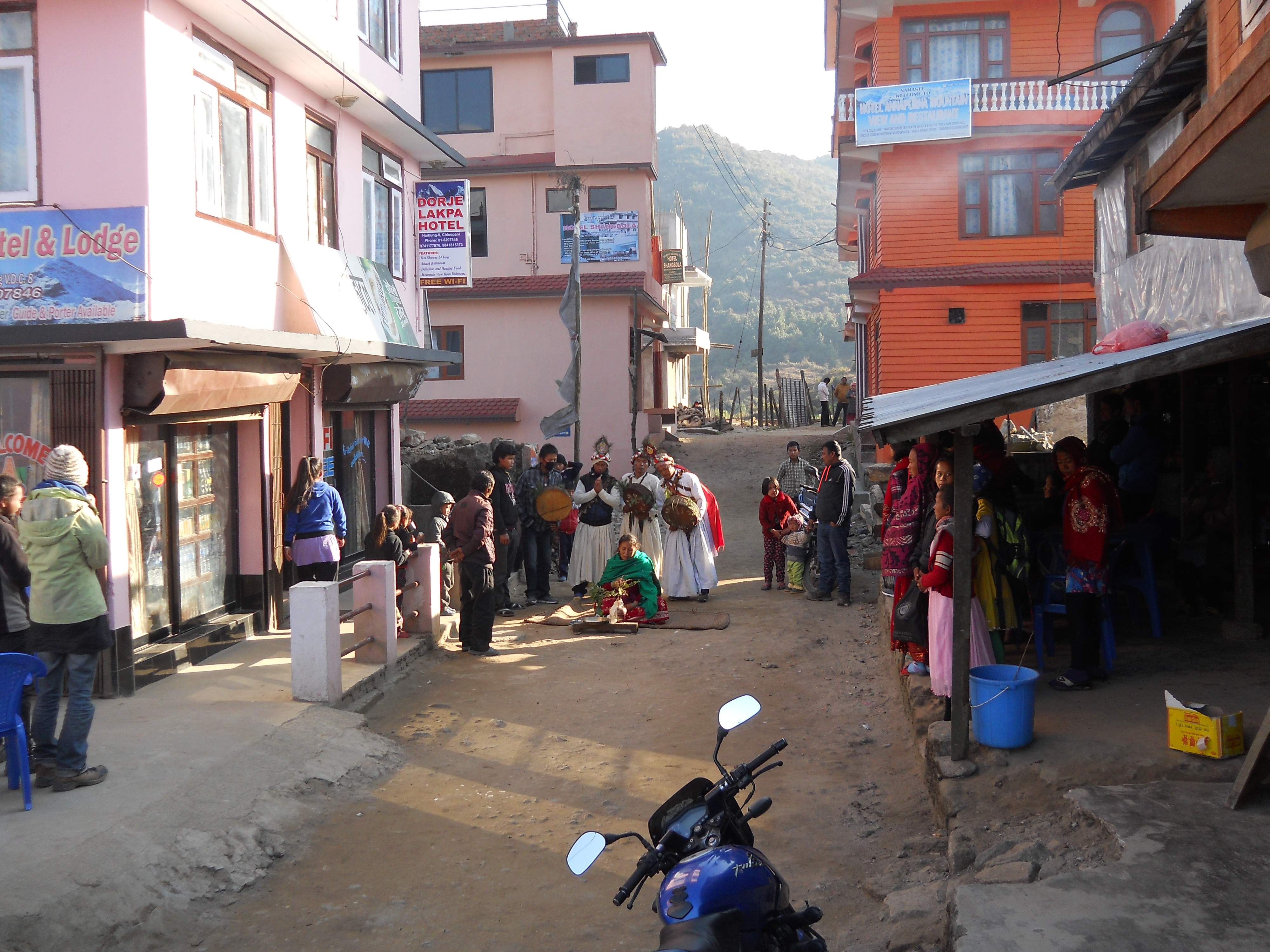
Helambu en janvier 2015.